# Perovskia
Perovskia is de botanische naam voor een niet langer als apart geslacht onderscheiden groep van planten uit de lipbloemenfamilie (Lamiaceae). De typesoort van het geslacht, Perovskia abrotanoides, wordt nu in het geslacht Salvia geplaatst, en daarmee is Perovskia een synoniem van Salvia geworden. De soorten die voorheen in het geslacht werden geplaatst, komen voor in Zuidwest-Azië en Centraal-Azië. 
Van het geslacht Salvia werd al langer vermoed dat het parafyletisch was. In 2017 publiceerden Bryan T. Drew en zes anderen de resultaten van moleculair fylogenetisch onderzoek dat ze aan planten uit dat geslacht en enkele andere, nauw verwant geachte, geslachten, hadden verricht. Op basis van hun bevindingen worden de soorten uit de (voormalige) geslachten Perovskia, Dorystaechas, Meriandra, Rosmarinus en Zhumeria nu in Salvia opgenomen. De nieuwe opvatting over het geslacht wordt geaccepteerd door Kew's Checklist.

## Soorten
- Perovskia abrotanoides Kar., nu Salvia abrotanoides (Kar.) Sytsma
- Perovskia angustifolia Kudr., nu Salvia karelinii J.B. Walker
- Perovskia artemisioides Boiss., nu Salvia abrotanoides (Kar.) Sytsma
- Perovskia atriplicifolia Benth., nu Salvia yangii B.T. Drew
- Perovskia botschantzevii Kovalevsk. & Kochk., nu Salvia pobedimovae J.G. González
- Perovskia kudrjaschevii Gorschk. & Pjataeva, nu Salvia kudrjaschevii (Gorschk. & Pjataeva) Sytsma
- Perovskia linczevskii Kudr., nu Salvia klokovii J.B. Walker
- Perovskia scrophulariifolia Bunge, nu Salvia scrophulariifolia (Bunge) B.T. Drew
- Perovskia virgata Kudr., nu Salvia bungei J.G. González

## Hybriden
- Perovskia × intermedia Lazkov (Salvia abrotanoides × Salvia karelinii)

... · 
Ajuga (Zenegroen) · 
Anisomeles · 
Ballota (Ballote) · 
Basilicum · 
Cleonia · 
Clinopodium (Steentijm) · 
Dasymalla · 
Galeopsis (Hennepnetel) · 
Glechoma · 
Haplostachys · 
Hemiandra · 
Hyssopus · 
Lagochilus · 
Lamiastrum · 
Lamium (Dovenetel) · 
Lavandula (Lavendel) · 
Leonurus · 
Lycopus · 
Marrubium · 
Melissa (Melisse) · 
Mentha (Munt) · 
Nepeta (Kattenkruid) · 
Ocimum (Basilicum) · 
Origanum (Marjolein) · 
Perovskia · 
Phlomis · 
Prunella (Brunel) · 
Renschia · 
Rosmarinus · 
Salvia (Salie) · 
Satureja (Bonenkruid) · 
Scutellaria (Glidkruid) · 
Stachys (Andoorn) · 
Teucrium (Gamander) · 
Thymus (Tijm) · 
Vitex · 
Westringia · 
...